# Extimité (podcast)
Extimité est un podcast mensuel indépendant, créé en 2018 et animé par Douce Dibondo et Anthony Vincent, dans lequel la parole est donnée à des personnes qui partagent leur intimité, leurs luttes et victoires face aux discriminations.
Dans un premier temps, Douce Dibondo imagine un podcast sur l’estime de soi centré sur les  personnes afro-descendantes. Anthony Vincent propose de nommer l'émission Extimité, renvoyant à une notion de psychanalyse définie par Serge Tisseron. Anthony Vincent propose ensuite d’élargir les personnes invitées à toutes les origines et oppressions systémiques, en alternant les identités de genre et les origines, afin qu’elles racontent comment elles se sont construites en parlant de leur vie intime.
En 2019, le podcast est distingué par le Prix Bondy Blog pour l’égalité des chances et contre les discriminations, dans la catégorie radio, récompensant son soutien à l’égalité des chances contre les discriminations, et la libération des « invisibles », minorisées par le racisme, la LGBTphobie, le sexisme et le validisme.
Le podcast est cité par des rédactions comme RTBF, Slate, Les Inrockuptibles  et NRJ comme  référence permettant de comprendre le racisme systémique ou les discrimination liées à l'orientation sexuelle ou l'identité de genre,  en abordant la construction et de la déconstruction des identités de personnes minorisées. 

## Présentation
« En écoutant la parole des autres, tu en apprends beaucoup sur toi » 
Extimité est un podcast natif et indépendant, qui propose deux fois par mois un épisode de soixante minutes. Un an et demi après sa première diffusion, il comptait plus de 20 000 auditeurices par mois. 
En 2018, ne supportant plus les cases dans lesquelles on enferme les minorités, Douce Dibondo et Anthony Vincent créent et produisent le podcast Extimité, afin d'offrir un espace où chacun la possibilité de se raconter à la première personne, dans sa complexité, sans filtre colonial, sexiste ou hétéronormé. À leurs yeux, les récits intime ont un pouvoir politique. Les personnes victimes de discriminations sont conviées à partager une conversation intimiste, durant laquelle il est possible de raconter sans pudeur les étapes de leur vie, de l'enfance à l'âge adulte, ainsi que les obstacles rencontrés en tant que personnes racisées ou LGBTQI.  
Pour ces jeunes journalistes, le format du podcast un outil de diffusion accessible, qui permet de contourner les contraintes matérielles, tout en s'autorisant une liberté de ton inédite. Anthony Vincent et Douce Dibondo racontent avoir, à leurs débuts, glané sur internet des conseils techniques. La perfection leur semble toutefois moins importante que leur liberté et l'authenticité. 
Le fait de réunir un public engagé, qui partage des intérêts spécifiques, leur convient. Pour Douce Dibondo, « plus il y a de niches, plus il y a de possibilités d'avoir une pluralité d'auditeurs ». Le podcast est un outil d'émancipation intellectuelle qui permet de se libérer des préjugés. De son côté, Anthony Vincent affirme que leur podcast permet à la fois la libération de la parole et de l'écoute. Après avoir écouté ses aînés, sa génération doit pouvoir s'exprimer et dialoguer.

## Création
Dans un premier temps, Douce Dibondo élabore les grandes lignes d'un podcast autour de l’estime de soi et de l’ego, centré autour de personnes afro-descendantes, puis propose à Anthony Vincent d'y réfléchir avec elle. Il suggère alors de nommer l'émission Extimité. Ce terme renvoie à la notion éponyme, issue de la psychanalyse et définie par le psychiatre Serge Tisseron, qui sert de structure au projet, soit le désir de rendre visible une partie de sa vie intime afin de mieux se l’approprier. Anthony Vincent propose ensuite d’élargir le champ des potentielles personnes invitées à toutes les origines et oppressions systémiques, en alternant les identités de genre et les origines, afin qu’elles racontent comment elles se sont construites.

## Réception
Pour le magazine Télérama, c'est avec une empathie rare que Douce Dibondo et Anthony Vincent récoltent les récits intimes de personnes minorisées, qui viennent confier à leur micro leurs parcours de vie abîmés par les discriminations. « Profonds, parfois durs dans ce qu’ils racontent, mais souvent empreints d’une douceur étonnante, les entretiens d’Extimité composent un chœur singulier, qu’il est nécessaire d’écouter ».
En 2019, le podcast est distingué par le Prix Bondy Blog pour son soutien à l’égalité des chances et contre les discriminations, car il libère la parole des « invisibles », minorisées par le racisme, la LGBTphobie, le sexisme et le validisme.
En avril 2020, le magazine Paulette salue ces histoires racontées, particulièrement celles d’Agy (épisode 27), Miguel (épisode 09), Morgan (épisode 34), et Thérèse (épisode 29). 
En juin 2020, au moment des manifestations Black Lives Matter, le site de la RTBF, cite le podcast en tant que référence permettant de comprendre le racisme systémique, en abordant la construction et de la déconstruction des identités de personnes minorisées. L’épisode 26 est cité en exemple, dans lequel Wolky, un chirurgien noir et gay, explique que le racisme n’épargne aucune classe sociale « y compris chez [s]es collègues médecins, les internes, ou les patients ».
Au même moment, le magazine Slate cite également ce podcast « sur le racisme à écouter de tout urgence » et Les Inrockuptibles relèvent la mise en lumière de paroles trop rares d'une jeunesse qui « se raconte à travers des récits intimes, honnêtes et sensibles », en citant l'épisode 33 et l'intervention de Nesrine. En octobre, ce média cite une nouvelle fois le podcast en tant que l'un des « vingt podcast à (re)découvrir sans attendre ».
Le 17 mai 2021, NRJ célèbre la Journée internationale contre l’homophobie et la transphobie en choisissant de présenter Extimité comme coup de cœur de la semaine, en tant que podcast engagé qui donne la parole à ce combat. L'épisode 35 est cité, dans lequel Audrey retrace « son parcours de femme queer et noire en France; de sa jeunesse difficile à ses combats politiques. Elle revient également sur le parcours qui l’a mené à l’acceptation de son identité et de ses fiertés personnelles ».

## Thématiques abordées
Lors des premiers épisodes, Douce Dibondo et Anthony Vincent content leurs propres expériences.
En septembre 2020, Douce Dibondo et Anthony Vincent participent à un atelier podcast intitulé « Conférence "Les femmes en drag" & show », organisé par LeStudio Club, permettant de s'initier à l’écriture et à la conception de podcasts.

## Équipe
Tous deux nés en 1993, Douce Dibondo et Anthony Vincent sont devenus journalistes après avoir suivi des études de lettres et de sociologie. Anthony Vincent est chef de rubrique mode pour le média Madmoizelle, après avoir été pigiste pour différents magazines et Douce Dibondo collabore à l’émission 24H Pujadas, diffusée sur LCI.
Pour le magazine Paulette, « Douce et Anthony, aka le "Yin et le Yang", c’est une cohérence et une complémentarité à toute épreuve », un duo queer et racisé, complice, en symbiose. 

### Douce Dibondo

Douce Dibondo, journaliste, co-créatrice du podcast.

En juillet 2019, Douce Dibondo s'exprime dans le cadre du huitième épisode du podcast Ricochet. Elle y retrace son enfance et son expérience de la guerre civile au Congo-Brazzaville, qui éclate alors qu’elle n’a que cinq ans. Elle relate la fuite de sa famille, les coups de feu, la souffrance des gens autour d’elle, ainsi que les contrôles et explique « comment ce conflit a construit sa personnalité et nourri chez elle une relation particulière avec la guerre et ses représentations ».
Le 8 mars 2021, elle participe à une table ronde sur le féminisme, organisée par Madmoizelle et Daronne, en compagnie de Margaux Rol, Céline Malvo et Marine Perrin.

### Anthony Vincent

Anthony Vincent, journaliste, co-créateur du podcast.

Diplômé d'un master 2 en journalisme culturel à la Sorbonne Nouvelle, Anthony Vincent a travaillé à la coordination de l'émission littéraire "Un livre un jour" sur France 3 en 2014, puis comme journaliste mode au Grazia en 2015. Il a ensuite travaillé au Figaro et au Madame Figaro pour traiter de mode et beauté femme et homme, de septembre 2015 à février 2017, avant de devenir journaliste indépendant. Il a notamment pigé sur les questions de mode et d'identités pour le Vanity Fair français, Mixte, Antidote, Paulette, Les Inrocks, TÊTU, ou encore le Nylon français. 
En parallèle de sa carrière de journaliste en presse écrite et web, il se lance alors dans le projet de podcast Extimité.
Dans un entretien, Anthony Vincent confie au magazine Marie-Claire que la réalisation du podcast est très chronophage, au point qu'il a des difficultés à prendre des congés. Pour pouvoir se libérer, plusieurs épisodes doivent être enregistrés à l’avance, pour être en mesure de maintenir le rythme de diffusion.
Depuis février 2021, il est chef de rubrique mode pour le média Madmoizelle.

## Récompenses
- 2019 : Prix du Bondy Blog pour l’égalité des chances et contre les discriminations, dans la catégorie radio[13].